# پینگچوف
پینگچوف (به لاتین: Pińczów) شهری در لهستان است که در گمینا پینگچوف و استان اشوی‌داشکسیه واقع شده‌است. پینگچوف ۱۴٫۳۲ کیلومتر مربع مساحت و ۱۱٬۳۰۳ نفر جمعیت دارد و ۳۰۰ متر بالاتر از سطح دریا واقع شده‌است.

## خواهرخوانده
شهر تاتا (مجارستان) خواهرخواندهٔ پینگچوف است.